# GTECH
Die GTECH S.p.A. (bis Juni 2013 Lottomatica Group) war ein italienisches Unternehmen mit Firmensitz in Rom und im FTSE MIB an der Italienischen Börse in Mailand gelistet. Lottomatica gehörte zu den weltweit größten Anbietern von Lotterien mit rund 9.000 Mitarbeitern in über 100 Ländern.
Das Unternehmen war ursprünglich ein US-amerikanisches Unternehmen mit Sitz in Providence, Rhode Island. Es war ursprünglich unter dem Namen GTECH Corporation bekannt und wurde im Jahr 1980 von Guy B. Snowden, Victor Markowicz und Robert K. Stern gegründet.
Am 29. August 2006 wurde das Unternehmen für 4,5 Milliarden Dollar vom damaligen italienischen Unternehmen Lottomatica S.p.A. übernommen. Daraufhin erfolgte die Umbenennung des Unternehmens in GTECH. Lottomatica respektive GTECH haben am 31. Januar 2008 50 %, mit Juli 2008 100 %, der Atronic Group von der Merkur Group (ehem. Gauselmann-Gruppe) erworben.
Mit Wirkung zum 7. April 2015 fusionierte GTECH mit dem US-amerikanischen Hersteller von Spielautomaten International Game Technology. Das Unternehmen tritt nun als IGT auf.